# Cédric Zesiger
Cédric Zesiger (Meyriez, 24 giugno 1998) è un calciatore svizzero, difensore dell'Augusta, e della nazionale svizzera.

## Caratteristiche tecniche
Difensore centrale molto fisico, per le sue caratteristiche è stato paragonato a Philippe Senderos.

## Carriera

### Club
Ha giocato nella prima divisione svizzera.
Dopo essere stato al Wolfsburg dal 2023 al 2025, il 14 gennaio 2025 si trasferisce in prestito all'Augusta.

### Nazionale
Il 1º settembre 2021 fa il suo esordio in nazionale maggiore nel successo per 2-1 in amichevole contro la Grecia.

## Statistiche

### Presenze e reti nei club
Statistiche aggiornate al 1º agosto 2020.
| Stagione               | Squadra                | Campionato             | Campionato | Campionato | Coppe nazionali | Coppe nazionali | Coppe nazionali | Coppe continentali | Coppe continentali | Coppe continentali | Altre coppe | Altre coppe | Altre coppe | Totale | Totale | Totale |
| Stagione               | Squadra                | Comp                   | Pres       | Reti       | Comp            | Pres            | Reti            | Comp               | Pres               | Reti               | Comp        | Pres        | Reti        | Pres   | Reti   |        |
| ---------------------- | ---------------------- | ---------------------- | ---------- | ---------- | --------------- | --------------- | --------------- | ------------------ | ------------------ | ------------------ | ----------- | ----------- | ----------- | ------ | ------ | ------ |
| 2015-2016              | Neuchâtel Xamax        | CL                     | 26         | 0          | CS              | 1               | 1               | -                  | -                  | -                  | -           | -           | -           | 27     | 1      |        |
| lug.-ago. 2016         | Neuchâtel Xamax        | CL                     | 6          | 0          | CS              | 1               | 0               | -                  | -                  | -                  | -           | -           | -           | 7      | 0      |        |
| Totale Neuchâtel Xamax | Totale Neuchâtel Xamax | Totale Neuchâtel Xamax | 32         | 0          |                 | 2               | 1               |                    | -                  | -                  |             | -           | -           | 34     | 1      |        |
| ago. 2016-2017         | Grasshoppers           | SL                     | 7          | 0          | CS              | 2               | 0               | UEL                | -                  | -                  | -           | -           | -           | 9      | 0      |        |
| 2017-2018              | Grasshoppers           | SL                     | 18         | 1          | CS              | 3               | 0               | -                  | -                  | -                  | -           | -           | -           | 21     | 1      |        |
| 2018-2019              | Grasshoppers           | SL                     | 21         | 1          | CS              | 2               | 0               | -                  | -                  | -                  | -           | -           | -           | 23     | 1      |        |
| Totale Grasshoppers    | Totale Grasshoppers    | Totale Grasshoppers    | 46         | 2          |                 | 7               | 0               |                    | -                  | -                  |             | -           | -           | 53     | 2      |        |
| 2019-2020              | Young Boys             | SL                     | 23         | 2          | CS              | 5               | 0               | UCL+UEL            | 2+5                | 0                  | -           | -           | -           | 35     | 2      |        |
| 2020-2021              | Young Boys             | SL                     | 20         | 0          | CS              | 0               | 0               | UCL+UEL            | 0+7                | 0+0                | -           | -           | -           | 27     | 0      |        |
| Totale Young Boys      | Totale Young Boys      | Totale Young Boys      | 43         | 2          |                 | 5               | 0               |                    | 14                 | 0                  |             | -           | -           | 62     | 2      |        |
| Totale carriera        | Totale carriera        | Totale carriera        | 121        | 4          |                 | 14              | 1               |                    | 14                 | 0                  |             | -           | -           | 149    | 5      |        |

### Cronologia presenze e reti in nazionale
| Cronologia completa delle presenze e delle reti in nazionale ― Svizzera | Cronologia completa delle presenze e delle reti in nazionale ― Svizzera | Cronologia completa delle presenze e delle reti in nazionale ― Svizzera | Cronologia completa delle presenze e delle reti in nazionale ― Svizzera | Cronologia completa delle presenze e delle reti in nazionale ― Svizzera | Cronologia completa delle presenze e delle reti in nazionale ― Svizzera | Cronologia completa delle presenze e delle reti in nazionale ― Svizzera | Cronologia completa delle presenze e delle reti in nazionale ― Svizzera |
| Data                                                                    | Città                                                                   | In casa                                                                 | Risultato                                                               | Ospiti                                                                  | Competizione                                                            | Reti                                                                    | Note                                                                    |
| ----------------------------------------------------------------------- | ----------------------------------------------------------------------- | ----------------------------------------------------------------------- | ----------------------------------------------------------------------- | ----------------------------------------------------------------------- | ----------------------------------------------------------------------- | ----------------------------------------------------------------------- | ----------------------------------------------------------------------- |
| 1-9-2021                                                                | Basilea                                                                 | Svizzera                                                                | 2 – 1                                                                   | Grecia                                                                  | Amichevole                                                              | -                                                                       |                                                                         |
| 25-3-2023                                                               | Novi Sad                                                                | Bielorussia                                                             | 0 – 5                                                                   | Svizzera                                                                | Qual. Euro 2024                                                         | -                                                                       | 82’                                                                     |
| 15-11-2023                                                              | Felcsút                                                                 | Israele                                                                 | 1 – 1                                                                   | Svizzera                                                                | Qual. Euro 2024                                                         | -                                                                       |                                                                         |
| 8-6-2024                                                                | San Gallo                                                               | Svizzera                                                                | 1 – 1                                                                   | Austria                                                                 | Amichevole                                                              | -                                                                       | 76’                                                                     |
| 21-3-2025                                                               | Belfast                                                                 | Irlanda del Nord                                                        | 1 – 1                                                                   | Svizzera                                                                | Amichevole                                                              | -                                                                       |                                                                         |
| 7-6-2025                                                                | Salt Lake City                                                          | Messico                                                                 | 2 – 4                                                                   | Svizzera                                                                | Amichevole                                                              | -                                                                       | 62’ 85’                                                                 |
| Totale                                                                  |                                                                         | Presenze                                                                | 5                                                                       |                                                                         | Reti                                                                    | 0                                                                       |                                                                         |

| Cronologia completa delle presenze e delle reti in nazionale ― Svizzera under 21 | Cronologia completa delle presenze e delle reti in nazionale ― Svizzera under 21 | Cronologia completa delle presenze e delle reti in nazionale ― Svizzera under 21 | Cronologia completa delle presenze e delle reti in nazionale ― Svizzera under 21 | Cronologia completa delle presenze e delle reti in nazionale ― Svizzera under 21 | Cronologia completa delle presenze e delle reti in nazionale ― Svizzera under 21 | Cronologia completa delle presenze e delle reti in nazionale ― Svizzera under 21 | Cronologia completa delle presenze e delle reti in nazionale ― Svizzera under 21 |
| Data                                                                             | Città                                                                            | In casa                                                                          | Risultato                                                                        | Ospiti                                                                           | Competizione                                                                     | Reti                                                                             | Note                                                                             |
| -------------------------------------------------------------------------------- | -------------------------------------------------------------------------------- | -------------------------------------------------------------------------------- | -------------------------------------------------------------------------------- | -------------------------------------------------------------------------------- | -------------------------------------------------------------------------------- | -------------------------------------------------------------------------------- | -------------------------------------------------------------------------------- |
| 10-10-2017                                                                       | Vaduz                                                                            | Liechtenstein under 21                                                           | 0 – 2                                                                            | Svizzera under 21                                                                | Qual. Europeo Under-21 2019                                                      | -                                                                                |                                                                                  |
| 14-11-2017                                                                       | Paços de Ferreira                                                                | Portogallo under 21                                                              | 2 – 1                                                                            | Svizzera under 21                                                                | Qual. Europeo Under-21 2019                                                      | -                                                                                |                                                                                  |
| 25-5-2018                                                                        | Bienne                                                                           | Svizzera under 21                                                                | 2 – 1                                                                            | Francia under 21                                                                 | Amichevole                                                                       | -                                                                                | 77’                                                                              |
| 16-10-2018                                                                       | Newport                                                                          | Galles under 21                                                                  | 3 – 1                                                                            | Svizzera under 21                                                                | Qual. Europeo Under-21 2019                                                      | -                                                                                | 68’                                                                              |
| 16-11-2018                                                                       | Miami                                                                            | Svizzera under 21                                                                | 1 – 1                                                                            | Francia under 21                                                                 | Amichevole                                                                       | -                                                                                |                                                                                  |
| 7-6-2019                                                                         | Aarau                                                                            | Svizzera under 21                                                                | 1 – 2                                                                            | Slovenia under 21                                                                | Amichevole                                                                       | -                                                                                | 63’                                                                              |
| 10-9-2019                                                                        | Vaduz                                                                            | Liechtenstein under 21                                                           | 0 – 5                                                                            | Svizzera under 21                                                                | Qual. Europeo Under-21 2021                                                      | -                                                                                |                                                                                  |
| 11-10-2019                                                                       | Winterthur                                                                       | Svizzera under 21                                                                | 2 – 1                                                                            | Georgia under 21                                                                 | Qual. Europeo Under-21 2021                                                      | -                                                                                |                                                                                  |
| 19-11-2019                                                                       | Neuchâtel                                                                        | Svizzera under 21                                                                | 3 – 1                                                                            | Francia under 21                                                                 | Qual. Europeo Under-21 2021                                                      | -                                                                                |                                                                                  |
| 4-9-2020                                                                         | Sciaffusa                                                                        | Svizzera under 21                                                                | 4 – 1                                                                            | Slovacchia under 21                                                              | Qual. Europeo Under-21 2021                                                      | -                                                                                |                                                                                  |
| 8-9-2020                                                                         | Nitra                                                                            | Slovacchia under 21                                                              | 1 – 2                                                                            | Svizzera under 21                                                                | Qual. Europeo Under-21 2021                                                      | -                                                                                | 71’                                                                              |
| 9-10-2020                                                                        | Gori                                                                             | Georgia under 21                                                                 | 0 – 3                                                                            | Svizzera under 21                                                                | Qual. Europeo Under-21 2021                                                      | -                                                                                |                                                                                  |
| 12-11-2020                                                                       | Thun                                                                             | Svizzera under 21                                                                | 2 – 1                                                                            | Azerbaigian under 21                                                             | Qual. Europeo Under-21 2021                                                      | -                                                                                |                                                                                  |
| 16-11-2020                                                                       | Le Havre                                                                         | Francia under 21                                                                 | 3 – 1                                                                            | Svizzera under 21                                                                | Qual. Europeo Under-21 2021                                                      | -                                                                                |                                                                                  |
| 25-3-2021                                                                        | Capodistria                                                                      | Inghilterra under 21                                                             | 0 – 1                                                                            | Svizzera under 21                                                                | Europeo Under-21 2021 - 1º turno                                                 | -                                                                                |                                                                                  |
| 28-3-2021                                                                        | Capodistria                                                                      | Croazia under 21                                                                 | 3 – 2                                                                            | Svizzera under 21                                                                | Europeo Under-21 2021 - 1º turno                                                 | -                                                                                |                                                                                  |
| Totale                                                                           |                                                                                  | Presenze                                                                         | 16                                                                               |                                                                                  | Reti                                                                             | 0                                                                                |                                                                                  |

## Palmarès

### Club

#### Competizioni nazionali
- Campionato svizzero: 3

Young Boys: 2019-2020, 2020-2021, 2022-2023
- Coppa Svizzera: 2

Young Boys: 2019-2020, 2022-2023